# Route 5A (Colombie-Britannique)
La Route 5A constitue l'ancien tracé de la route 5 au sud de Kamloops. À la différence de la route principale, le segment sud de la route 5 (Route Coquihalla), laquelle compte au moins quatre voies, la route de 182 km (113 mi) est une route à deux voies, à l'exception d'un segment entre la route 5 et la route 97C (connue comme le Okanagan Connector).

## Description du tracé
Débutant à la jonction de la route 3 (Route Crowsnest) à Princeton, la route 5A se dirige vers le nord en traversant 63 km (39 mi) de région non développée, jusqu'à ce qu'elle rencontre la route 97C à Aspen Grove. Après Aspen Grove, les routes 5A et 97C forment un multiplex vers le nord-ouest sur 23 km (14 mi) jusqu'à ce qu'elles rencontrent la route 5 et la route 8 à Merritt. La route traverse une partie de la ville et continue vers le nord et le nord-est sur 89 km (55 mi) en passant par Quilchena avant de prendre fin à Kamloops à la jonction avec les routes 1, 5 et 97.

## Intersections majeures
| District régional                                            | Ville       | km     | Destinations                                                                                   | Notes |
| ------------------------------------------------------------ | ----------- | ------ | ---------------------------------------------------------------------------------------------- | --- |
| Okanagan-Similkameen                                         | Princeton   | 0,00   | BC-3 (Route Crowsnest) – Osoyoos, Vancouver                                                    | |
| Thompson-Nicola                                              | Aspen Grove | 62,68  | BC-97C est (Okanagan Connector) – Kelowna                                                      | Terminus sud du multiplex avec la BC-97C                                                                       |
| Thompson-Nicola                                              | Merritt     | 86,22  | BC-5 (Coquihalla Highway) – Vancouver, Kamloops                                                | Échangeur; sortie 286 de la BC-5; route 5A prend fin officiellement; terminus nord du multiplex avec la BC-97C |
| Thompson-Nicola                                              | Merritt     | 90,37  | BC-8 ouest / BC-97C nord (Nicola Avenue) / Voght Street – Spences Bridge, Logan Lake, Ashcroft | Ancienne route 5A continuait sur Vought Street                                                                 |
| Thompson-Nicola                                              | Merritt     | 93,17  | BC-5 (Coquihalla Highway) – Vancouver, Kamloops                                                | Échangeur; sortie 290 de la BC-5; route 5A débute à nouveau                                                    |
| Thompson-Nicola                                              | Kamloops    | 183,10 | BC-1 / BC-5 / BC-97 – Vancouver, Salmon Arm                                                    | Échangeur; sortie 368 de la BC-1 / BC-5 / BC-97                                                                |
| - Terminus de multiplex - Transition de route - Ancien tracé |             |        |                                                                                                | |